# نوح (اسم)
نوح هو اسم علم مذكر من أصل عربي، ومعناه هو الراحة. وقالوا نوح عربي على اسم النبي نوح.

## شخصيات تحمل الاسم
- نوح (نبي ورسول)
- نوح إمريش (ممثل أمريكي، 27 فبراير 1965 – )
- نوح بيري سينيور (ممثل أمريكي، 17 يناير 1882[3][4][5] – 1 أبريل 1946[3][4][5])
- نواه شناب (ممثل أمريكي، 3 أكتوبر 2004 – )
- نواه جوب (ممثل بريطاني، 25 أكتوبر 2004 – )
- نوح سنتينيو (ممثل أمريكي، 9 مايو 1996 – )
- نوح ميونخ (ممثل أمريكي، 3 مايو 1996 – )
- نوح نجيني (2 نوفمبر 1978 – )
- نوح هاثاواي (13 نوفمبر 1971[6] – )
- نوح هنتلي (ممثل بريطاني، 7 سبتمبر 1974 – )
- نوح وايلي (4 يونيو 1971 – )
- نوح وبستر (سياسي أمريكي، 16 أكتوبر 1758[7][8][9] – 28 مايو 1843[7][8][9])

## وصلات خارجية
- موسوعة السلطان قابوس لأسماء العرب